# Still Life (album de Van der Graaf Generator)
Pour les articles homonymes, voir Still Life.
Albums de Van der Graaf Generator
Godbluff
(1975) World Record
(1976)
Still Life est le sixième album du groupe de rock progressif britannique Van der Graaf Generator, sorti en 1976.
Sa pochette représente une figure de Lichtenberg.

## Titres
Toutes les chansons sont de Peter Hammill, sauf indication contraire.

### Face 1
1. Pilgrims (Peter Hammill, David Jackson) – 7:12
2. Still Life – 7:24
3. La Rossa – 9:52

### Face 2
1. My Room (Waiting for Wonderland) – 8:02
2. Childlike Faith in Childhood's End – 12:24

### Titres bonus
L'album a été réédité en 2005 avec un titre bonus, enregistré en concert le 10 mai 1975 au Theatr Gwynedd de Bangor (Pays de Galles).
1. Gog – 12:23

## Musiciens
- Peter Hammill : chant, guitare, piano
- Hugh Banton : orgue, mellotron, piano, basse
- Guy Evans : batterie, percussions
- David Jackson : saxophone, flûte